# 吉記
吉記（きっき）は、平安時代末期の公家・吉田経房（1142年 - 1200年）の日記である。
経房は勧修寺流藤原氏（俗に日記の家と呼ばれる）。権右中弁藤原光房の子で、京都の東郊・吉田に別邸を建てたため、「吉田権中納言」と呼ばれ、吉田家の祖となった。『吉記』は、吉田の姓から後の人が経房の日記を呼んだ称。別に経房の官であった民部卿の唐名・戸部から『吉戸記』（きっこき）と呼ばれることもある。
仁安元年（1166年）から建久4年（1193年）まで28年分が記録されていたというが、原本は現存せず、写本（ほとんどは子孫の甘露寺親長の蒐集した書写）や他の書に引用された佚文を合わせても、断続的に13年分が残るのみとなっている。「日記の家」勧修寺流の他の公家の日記と同様、朝廷の儀式・典礼などに関する記事が詳しい。またいわゆる源平合戦（治承・寿永の乱）の時代を含むため、同時期の朝廷の動きを知る上でも貴重な史料といえる。『吉記』は、内乱期の経房が蔵人頭・院別当として、朝廷の決定を詳しく知ることのできる立場にあったため、同じ内容の記事でも、まだ朝廷で中心的な立場になる前の九条兼実の『玉葉』より詳細な事実を知ることができる箇所もある。

## 書誌情報
- 増補史料大成本（臨川書店） 全2冊
- 高橋秀樹 編『新訂吉記』（和泉書院） 本文編3冊、索引・解題編1冊

本文編一（2002年） ISBN 978-4-7576-0146-8
本文編二（2004年） ISBN 978-4-7576-0249-6
本文編三（2006年） ISBN 978-4-7576-0356-1
索引・解題編（2008年） ISBN 978-4-7576-0454-4